# Eleanor Hallowell Abbott
Eleanor Hallowell Abbott (Eleanor Hallowell Abbott Coburn, ur. 22 września 1872, Cambridge (Massachusetts), zm. 4 czerwca 1958, Portsmouth (New Hampshire) – amerykańska pisarka i poetka.

## Życiorys
Eleanor Hallowell Abbott urodziła się w miejscowości Cambridge w stanie Massachusetts jako córka duchownego Edwarda Abbotta, wydawcy czasopisma Literary World. Byłą wnuczką znanego autora książek dla dzieci Jacoba Abbotta (1803-1879). Za sprawą ojca i dziadka Eleanor dorastała w środowisku literackim i artystycznym. Znała między innymi Henry'ego Wadswortha Longfellowa. Po ukończeniu prywatnej szkoły studiowała w Radcliffe College, który był swego rodzaju odpowiednikiem Harvarda dla dziewcząt. Wybrała zawód nauczycielki. Debiutowała wierszami w Harper’s Magazine.  W 1908 roku poślubiła doktora Fordyce'a Coburna i wraz z nim przeprowadziła się do New Hampshire. Mieszkała tam z mężem do śmierci w 1958 roku.

## Twórczość
Eleanor Hallowell Abbott była autorką poczytnych powieści i opowiadań dla dzieci i młodzieży. Opublikowała czternaście powieści i siedemdziesiąt pięć opowiadań. Jej najbardziej znanym utworem jest zapewne The Indiscreet Letter. Eleanor Hallowell Abbott z upodobaniem przedstawiała energiczne i gadatliwe bohaterki, wykazujące postawę roszczeniową wobec całego świata i spokojnych, wyciszonych mężczyzn. Proza autorki była szczególnie popularna w latach dziesiątych i dwudziestych dwudziestego wieku.